# Oliver Wallace
Oliver Wallace (Londres, 6 de agosto de 1887 — Los Angeles, 15 de setembro de 1963) é um compositor anglo-estadunidense. Venceu o Oscar de melhor trilha sonora na edição de 1942 por Dumbo, ao lado de Frank Churchill.